# Cultura de Nepal

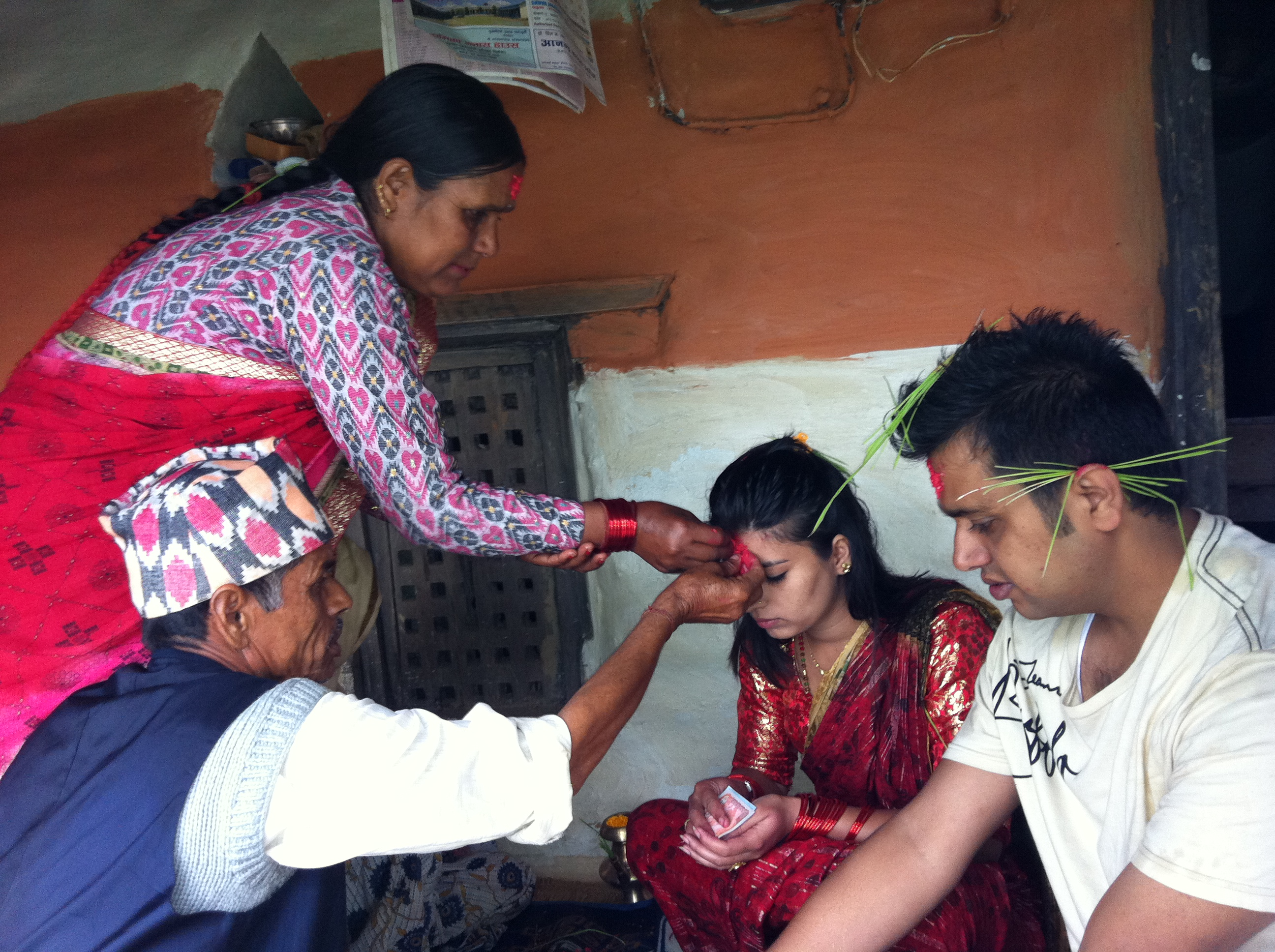
Padre y madre poniendo tika en la cabeza de sus hijos durante el festival Dashain

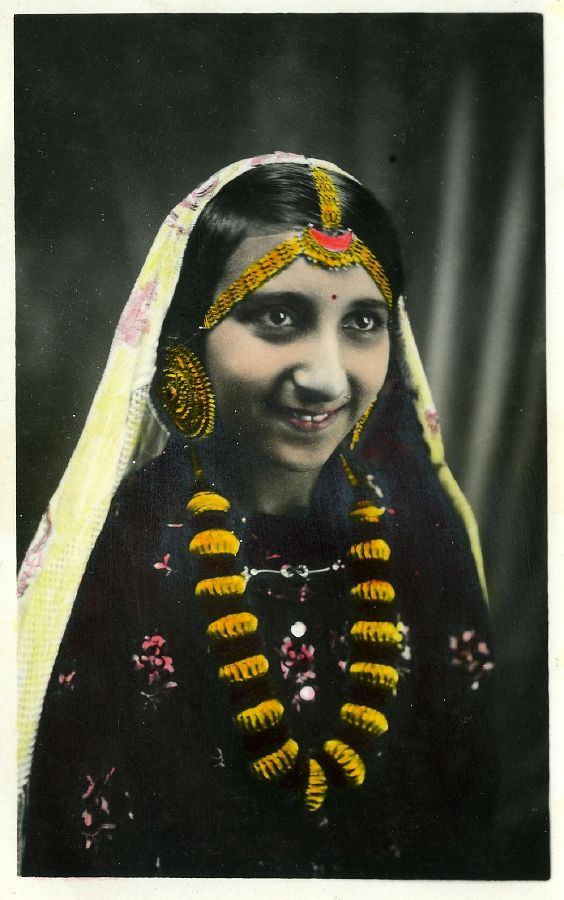
Fotografía del año 1900 de una mujer nepalí

La cultura de Nepal, es el resultado de una evolución de siglos. Este bagaje cultural multidimensional abarca la diversidad cultural de varios grupos sociales, etnias y tribus, que habitan en diversas altitudes, y que se manifiestan de formas muy variadas: música, danza, arte y artesanía, folklore y leyendas, lenguaje y literatura, filosofía, religión, festivales y celebraciones, comidas y bebidas.

## Danza y música

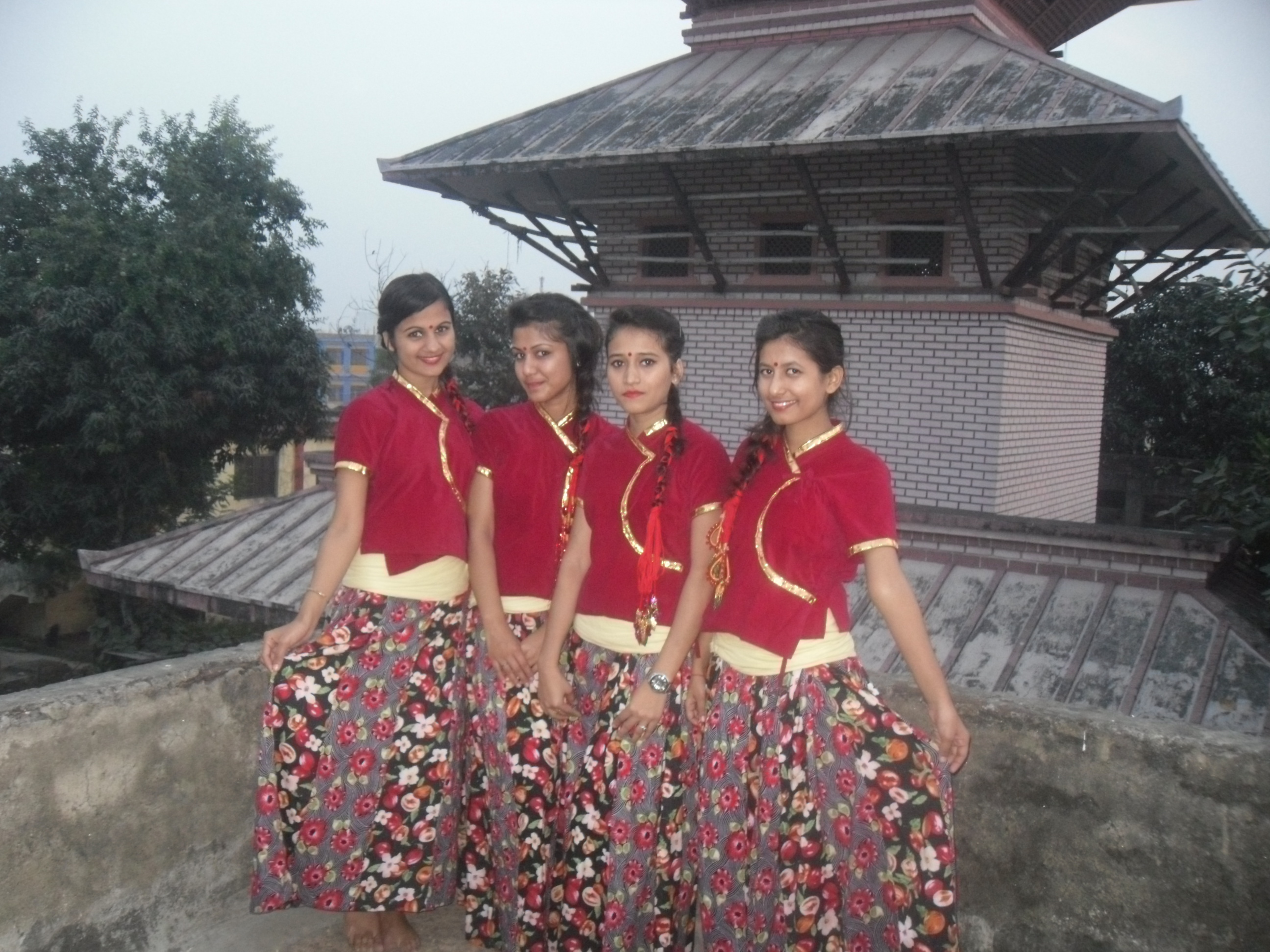
Khas Chicas Pahadi en su atuendo para bailar

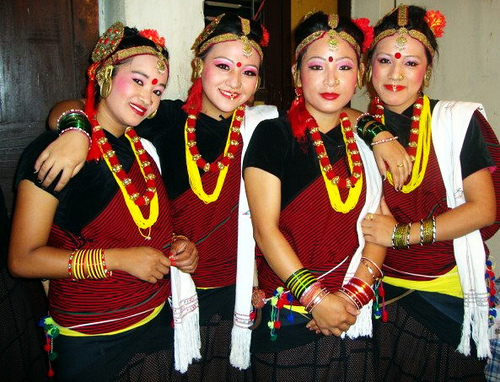
Indigenous magar girls of Nepal in their dance attire

Según una leyenda, la danza en el subcontinente indio se originó en la residencia del dios Shivá en el reino de Nepal, donde él realizó la danza tandava. Las danzas de Nepal sufren algunos ligeros cambios en su estilo y vestimentas de acuerdo a la altitud y etnias. La música que las acompaña y los instrumentos musicales también cambian de acuerdo a los temas, los cuales tratan la cosecha de los granos, ritos matrimoniales, historias de la guerra, y varios otros temas e historias de la vida cotidiana de las villas.

## Lenguas
El censo realizado en el 2001, que en Nepal se hablan por lo menos 92 lenguas distintas (lenguas vivas), aunque otros estudios indican que la cantidad de lenguas vivas es de 123.
La riqueza lingüística de Nepal proviene de la evolución de tres principales grupos lingüísticos, a saber las lenguas indo-arias, el grupo de lenguas tibetano-birmanas, y las lenguas indígenas. Las principales lenguas de Nepal (como porcentaje hablado como lengua materna) son nepalí (49%), maithili (12%), bhojpuri (8%), tharu (6%), tamang (5%), newari/bhasa de Nepal (4%), magar (3%), awadhi (2%), bantawa (2%), limbu (1%), y bajjika (1%), Kirat- Sunuwar (1%), . El resto de las lenguas es hablado como lengua madre por una proporción de menos del uno por ciento de la población, por ejemplo el dura. El nepalí, que es escrito con la grafía devanagari, es el idioma oficial nacional y sirve de lingua franca entre los nepaleses de distintos grupos etno-lingüísticos. En la región de Terai, al sur (una franja de 8 a 15 km de ancho de planicies, que es la continuación hacia el norte de las planicies del sistema del Ganges de la India), también se habla hindi. Entre las lenguas extintas de Nepal se cuentan el kusunda y el waling. Entre los escritores destacados de Nepal se cuenta Parijat.

## Gastronomía

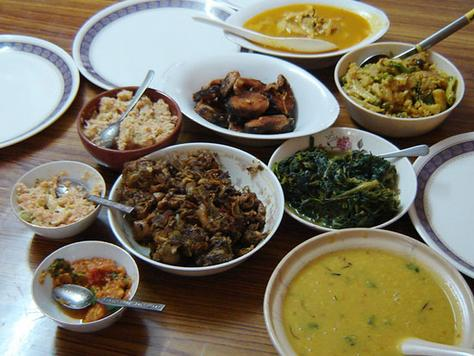
Gastronomía tradicional nepalí.

Como el vegetarianismo está muy presente en la cultura hindú, la cocina nepalí, así como la hindú,  reflejan una dieta vegetariana. Una comida típica nepalesa es el dal-bhat-tarkari. Donde Dal significa lentejas; estas se suelen presentar en forma de una sopa picante. Esta sopa es acompañada por bhat, arroz, en un recipiente redondo, con tarkari, trozos de vegetales cortados acompañados con encurtidos (achar) o condimentos picantes (chatni). Tarkari se podría traducir como acompañante, por lo que en ocasiones puede contener carne y otros alimentos.